# Conus estivali
Conus estivali is een in zee levende slakkensoort uit het geslacht Conus. De slak behoort tot de familie Conidae. Conus estivali werd in 1995 beschreven door Röckel in Richard & Moolenbeek. Net zoals alle soorten binnen het geslacht Conus zijn deze slakken roofzuchtig en giftig. Zij bezitten een harpoenachtige structuur waarmee ze hun prooi kunnen steken en verlammen.